# ОШ „Браћа Барух” Београд
Основна школа „Браћа Барух“ је основна школа са дугом традицијом, основана 1964. године у Београду. Налази се у центру Београда, у улици Деспота Ђурђа 2. Назив је добила по тројици браће из познате београдске јеврејске породице Барух. чија се кућа налазила на месту данашње школе.
Школа има 20 учионица, богату библиотеку, модерно опремљену собу са компјутерима, фискултурну салу, мини пич фудбалски терен...
Међу познатим бившим ученицима ове школе су : Џеј Рамадановски, Иван Зељковић, Драган Тодоровић, Милош Алигрудић, Милан Марковић, Дарко Бајић и многи други.